# 萨尔特舍巴登协议
萨尔特舍巴登协议（瑞典語：Saltsjöbadsavtalet）是瑞典总工会和瑞典雇主总会于1938年12月20日在斯德哥尔摩近郊的萨尔特舍巴登签署的劳动市场协议，其中规定了工业行动的准则，为解决劳动力市场的纠纷提供了规范。该协议经过1976年的修订至今仍然有效。